# Station Łódź Fabryczna
Łódź Fabryczna is het voornaamste station van de Poolse stad Łódź.
Het station werd in 1865 geopend en was gebouwd op initiatief van de Duitse industrieel Karl Wilhelm Scheibler, die in Łódź textiel- en machinefabrieken bezat. Het kopstation Łódź Fabryczna bediende aanvankelijk dan ook in eerste instantie de industrie, waaraan de naam nog herinnert. Het eerste stationsgebouw werd in 1868 geopend en is tot 2011 blijven bestaan.
Tussen 2011 en 2016 was het station buiten gebruik en werd het oude station vervangen door de huidige nieuwbouw. De sporen werden verdiept aangelegd en zullen in de toekomst ondergronds worden doorgetrokken naar station Łódź Kaliska, waarmee een einde komt aan de status van kopstation. De nieuwbouw werd ontworpen door Ewelina Oskroba. In de stationshal worden de façades van het gesloopte oorspronkelijke station geciteerd.